# Jacques et Jim
 (juillet 2025).
Pour plus de détails, voir Fiche technique et Distribution.
Jacques et Jim est un film de Georges Méliès sorti en 1903 au début du cinéma muet.

## Fiche technique
- Titre : Jacques et Jim
- Production : Star Film
- Durée : 3 minutes

## Distribution
- Georges Méliès